# George Lynch (musicista)
George Lynch (Spokane, 28 settembre 1954) è un chitarrista heavy metal statunitense, noto soprattutto per essere stato membro dei Dokken.
È considerato un virtuoso della chitarra (guitar hero), esponente di una lunga serie di talenti quali Steve Lukather, Eddie Van Halen, Randy Rhoads,  Steve Vai, Joe Satriani, Steve Morse,  Yngwie J. Malmsteen, Michael Schenker, Matthias Jabs, John Corabi, Reb Beach, Marty Friedman, Vito Bratta emersi alla fine degli anni settanta o nei primissimi anni ottanta e dotati tutti di una notevole tecnica.

## Storia

### Gli esordi e gli anni '80
Lynch iniziò a suonare la chitarra all'età di dieci anni e durante la sua adolescenza suonò in band della zona di Sacramento (Nord California), tra cui i Sergent Rocks, fino a quando si spostò a Los Angeles dove fondò la band Xciter.
Il paragone con Randy Rhoads non è casuale perché pare che per ben due volte George sia stato chiamato da Ozzy Osbourne per unirsi al suo gruppo (la prima nel 1979 e la seconda proprio nel 1982 dopo morte di Rhandy) ma sembra che non si sia mai andati oltre al semplice contatto (anche se qualcuno parla di alcuni concerti).
La carriera di George decollò comunque nel momento in cui entrò a far parte dei Dokken nel 1980 e si rese partecipe della platinata serie di hits della band quali Breaking the Chains, Paris Is Burning, Into the Fire, Just Got Lucky, Alone Again, In My Dreams, It's Not Love, Dream Warriors, Heaven Sent, Burning Like a Flame e molti altri. Vengono definite monumentali poi le sue interpretazioni di Mr. Scary, Tooth and Nail, Turn On the action, Unchain the Night ma il meglio di sé lo fece sentire dal vivo, basti ascoltare il lungo assolo di chitarra presente nell'album From Conception: Live 1981 per capire come già nei primi anni fosse un chitarrista di primo ordine.
È grazie soprattutto alla chitarra di George Lynch se nel 1989 i Dokken ottengono una nomination per il Grammy Award alla miglior interpretazione metal ed è lui e non Don Dokken che si distingue maggiormente nel progetto Hear 'n Aid ideato da Ronnie James Dio nel 1985: il video del brano Stars mostra un George Lynch particolarmente ispirato e meticoloso, visibilmente più coinvolto del suo "rivale" Yngwie Malmsteen e più capace del suo leader Don Dokken.
Le partecipazioni extra diventano poi una frequente abitudine per Lynch: già nel 1987 è presente nell'album Maximum Security del virtuoso Tony MacAlpine nelle tracce Tears of Sahara e The Vision, mentre nel 1992 risponde alla chiamata del progetto L.A. Blues Authority dove compare in Rollin' and Tumblin' e You Shook Me (quest'ultima ancora in compagnia di Tony MacAlpine e del suo compagno di band Jeff Pilson).
L'armonia all'interno dei Dokken era comunque già compromessa al momento delle registrazioni dell'album Back for the Attack del 1987: sembra che Lynch, Pilson e Brown registrassero le parti strumentali in uno studio e Don Dokken aggiungesse poi le sue parti cantate in un altro studio dopo averle ascoltate per telefono ed aver stabilito lui quali fossero buone e quali no. Le recensioni dell'epoca definirono Back for the Attack un album non omogeneo ed inferiore ai precedenti, nonostante lo stesso si rivelò il maggior successo commerciale della carriera del gruppo. Il tour mondiale concluso con la pubblicazione del live album Beast from the East non andò meglio: in interviste successive Lynch parlò di sputi del pubblico verso il cantante. Lo scioglimento ufficiale dei Dokken fu dichiarato nel 1989.

### I primi Lynch Mob e Sacred Groove
All'inizio degli anni novanta George Lynch è ormai un musicista affermato, osannato dai fan e apprezzato dalla critica, potrebbe iniziare qualunque progetto a suo nome eppure rilascia continuamente interviste in cui afferma di non sentirsi affatto un guitar hero e di essere interessato solo a far parte di un gruppo. E così avviene: fonda i Lynch Mob reclutando il cantante Oni Logan, il bassista Anthony Esposito, nonché il suo compagno nei Dokken Mick Brown alla batteria e insieme incidono l'album Wicked Sensation. Nonostante la stampa specializzata parli di svolta stilistica e di differente approccio nella lirica e armonia delle nuove canzoni, la sensazione immediata che si prova ascoltando il nuovo lavoro è quella di un normale seguito degli album dei Dokken, ne più ne meno di quello che era stato capace di fare Don Dokken con il suo contemporaneo lavoro solista. Le vendite non raggiungono i livelli degli anni ottanta e non va meglio col secondo album intitolato semplicemente Lynch Mob del 1992 ancora più melodico del precedente e graziato dalla reinterpretazione di Tie Your Mother Down dei Queen.
Siamo nel pieno dell'esplosione del grunge e serve una svolta radicale: i Lynch Mob vengono sciolti e George Lynch si ripropone al pubblico nel 1993 con l'album solista Sacred Groove e con uno stile molto più aggressivo. Finalmente compaiono brani interamente strumentali, che mai sarebbero potuti apparire in un album dei Lynch Mob e che ai fan ricordano tanto i riffs di Mr. Scary. Inoltre le preziose collaborazioni con Glenn Hughes nei brani Not Necessary Evil e Cry of Brave, con Ray Gillen nel brano Flesh & Blood e con Jeff Pilson in I Will Remember, rendono il prodotto particolarmente apprezzato dai fan e dalla critica.
Bisogna inoltre segnalare la presenza di Don Dokken nel brano We Don't Own This World, da lui scritta insieme a George, che testimonia come le tensioni degli anni ottanta sembrano momentaneamente risolte.

### La reunion con i Dokken
Nel 1994 Don Dokken prova a ricostruire il gruppo madre a fronte delle numerosissime richieste dei fan ed al mancato successo della sua carriera solista. Non era nelle sue intenzioni richiamare anche George Lynch ma quando la casa discografica gli rifiuta il contratto contatta anche il chitarrista che mette da parte i vecchi disaccordi e riforma la storica formazione.
Il nuovo disco dal nome di Dysfunctional attira molta attenzione quando esce nel 1995, ma delude tutti quelli che lo attendevano da sette anni: solo pochi brani (tra cui un paio di immancabili ballate) si avvicinano al vecchio stile, tanto amati e tanto desiderati dai fan, il resto delle composizioni sembrano un fiacco tentativo di stare al passo con i tempi. La critica stronca l'album in malo modo, tuttavia le vendite si rivelano più che discrete. I Dokken non si arrendono e pubblicano l'album semi-acustico One Live Night che invece riscuote maggiori consensi. Nell'album George Lynch inserisce la sua I Will Remember che in formato acustico non ha niente da invidiare alla potente versione del suo album Sacred Groove.
A questo punto il gruppo segue di cavalcare l'onda del grunge ed il risultato di questo esperimento è l'album Shadowlife che ovviamente non viene apprezzato dai vecchi fan (lo stesso problema che hanno dovuto affrontare i Mötley Crüe quando pubblicarono l'album omonimo nel 1994, così come molti altri artisti della scena hair metal). Riaffiorano le vecchie tensioni e, complice il mancato successo dell'album, la band decide di prendersi un anno di pausa per dedicarsi ciascuno ai propri progetti solisti. Quando nel 1998 Don Dokken richiama George Lynch, il chitarrista non risponde e viene licenziato dal gruppo. Sarà in seguito sostituito dal chitarrista padovano Alex De Rosso

### I nuovi Lynch Mob e gli album tributo
Ancor prima di uscire nuovamente dai Dokken, George Lynch aveva trovato il tempo di partecipare nel 1996 agli album tributo di Jeff Beck (dove suona nella canzone People Get Ready) e Rush (dove esegue Anthem in compagnia di Mark Slaughter). Inoltre nel 1997 partecipa al progetto Guitar Battle dove esegue le canzoni Train Kept A-Rollin' e Birdland in compagnia di altri virtuosi delle 6 corde quali Al Pitrelli, Michael Lee Firkins, Reb Beach (che lo sostituirà nei Dokken), Steve Morse e John Petrucci.
Con la pubblicazione nel 1998 dell'EP Syzygy, attribuito ai Lynch Mob e contenente tre vecchie tracce non pubblicate in precedenza con il gruppo, prende il via la nuova carriera solista di George Lynch. Influenzato dalle nuove tendenze, il chitarrista ringiovanisce la band e chiama il cantante Kirk Harper, il bassista Gabe Rozales e il batterista Clancy McCarthy: il risultato di questa nuova fusione è l'album Smoke This una miscela di heavy metal, grunge, rap e tecno molto in voga in quegli anni (si pensi al successo che avevano i gruppi come i Prodigy in quel periodo). Il tour che ne consegue vede un continuo cambiamento di formazione fino al 2000 quando George Lynch mette la band a riposo e si dedica nuovamente alle partecipazioni agli album tributo.
Nel 1999 compare nell'album tributo di Alice Cooper dove esegue Billion Dollar Babies in compagnia, tra gli altri, di Phil Lewis degli L.A. Guns, e nell'album tributo dei Van Halen dove esegue Panama in compagnia di Jani Lane dei Warrant. Nel 2000 le partecipazioni si intensificano e così lo vediamo all'opera nell'album tributo dei Def Leppard (dove esegue Photograph ancora in compagnia di Jani Lane), in quello dell'antico rivale Randy Rhoads (a cui concede Mr. Crowley e Fly High Again) e nel simile per contenuti album tributo di Ozzy Osbourne (dove lo ascoltiamo in Paranoid in compagnia di Vince Neil). George Lynch è inoltre in prima linea nella realizzazione dell'album tributo degli Scorpions dove suona in tutte le canzoni, non a caso nel 2007 verrà pubblicato lo stesso album ma attribuito stavolta a George Lynch e nominato Scorpion Tales. Si tratta tuttavia di un bootleg e non di un album ufficiale.
A coronamento di tutte queste partecipazioni, a metà del 2001 esce la raccolta Will Play For Food dove trovano posto gran parte (ma non tutte) delle tracce degli album tributo e alcuni inediti del periodo 91-94 attribuiti sia ai Lynch Mob sia a George Lynch solista.

### Il nuovo millennio
Nel 2001 George Lynch annuncia l'inizio dei lavori per un nuovo album solista che nelle sue intenzioni avrebbe dovuto intitolarsi "Microdot": il lavoro procede molto a rilento perché il chitarrista si impegna continuamente in altri progetti quali un altro disco in compagnia di Jeff Pilson, la rifondazione dei Lynch Mob vecchia formazione per incidere l'album REvolution e infine la partecipazione all'album tributo di Steve Vai e Joe Satriani con la reinterpretazione del brano Shy Boy. Di fatto l'album "Microdot" non è mai stato pubblicato ma alcuni brani sono comunque reperibili nei 2 EP Stone House (dell'estate del 2001) e The Lynch That Stole Riffness! (uscito a Natale 2002) ciascuno composto da tre brani di heavy metal in linea con l'album Smoke This.
Altrettanto lunga e laboriosa risulta la stesura dell'album Wicked Underground, iniziata nell'ottobre 2001 e durata 15 mesi, composto insieme all'ex compagno Jeff Pilson (che oltre a suonare il basso presta anche la sua voce in alcune tracce) e che a cui partecipa anche il batterista Michael Frowein. L'album viene descritto come una via di mezzo fra le classiche canzoni "Dokken-style" ed i recenti lavori di George Lynch e viene ben accolto dai fan (che fra l'altro hanno avuto la possibilità di decidere con un referendum quale nome dare al progetto).
Alla fine del 2002, inoltre, George Lynch rifonda i Lynch Mob chiamando ancora in causa il cantante Robert Mason ed il bassista Anthony Esposito (oltre a confermare Michael Frowein) per incidere i due album REvolution e REvolution Live dove ripropone canzoni dei Dokken e dei primi Lynch Mob dal vivo (nel secondo) e ri-incise in chiave moderna (nel primo) con l'aggiunta del brano inedito Relax. Il tour del 2003 non viene però portato a termine a causa di un incidente motociclistico occorso al cantante ed i Lynch Mob vengono nuovamente sciolti.
Una nuova partecipazione ad un album tributo, in questo caso quello dei Ramones dove esegue il brano I Wanna Be Sedated in compagnia di Vince Neil, fa da preludio alla pubblicazione nel 2004 del nuovo album Furious George: non si tratta di materiale nuovo bensì di cover di vecchie canzoni rock a cui il chitarrista dichiara di essere particolarmente affezionato sin dall'adolescenza. L'album, che vede alla voce l'ex cantante dei Baton Rouge, John Norum e M.S.G., Kelly Keeling, viene ben accolto e riceve buone recensioni ma i fan più accaniti restano in attesa di brani nuovi e possibilmente strumentali. L'attesa è destinata a prolungarsi ulteriormente perché nel 2005 George Lynch produce solo collaborazioni con Stephen Pearcy (è presente in ben 6 cover di canzoni dei Ratt), con gli Icarus Witch (con cui esegue S.A.T.O., cover di Ozzy Osbourne), album tributo di Frank Marino (dove esegue In My Ways) e Iron Maiden (Wasted Years in compagnia di uno scatenato Dee Snider).
A completare l'anno arriva il doppio disco The Lost Anthology, una raccolta di brani in parte inediti che abbracciano tutta l'epopea del chitarrista dai suoi esordi con gli Xciter fino alle recenti collaborazioni. L'intenzione del chitarrista è mostrare come si è evoluta la sua tecnica nel corso degli anni. Al di là della palese manovra commerciale, risultano graditi i brani degli Xciter, rimasti inediti per oltre 25 anni. A cantare nelle canzoni riguardanti il periodo dei Dokken, George Lynch chiama il suo ex compagno Jeff Pilson mentre per le tracce dei Lynch Mob arruola nuovamente Robert Mason, compare anche una traccia a nome "Microdot" del mai pubblicato album solista. Nel 2006 possiamo ascoltare George Lynch nell'album Gemini dei Lana Lane e nell'album tributo dei Beatles (dove esegue Hey Jude).
Del 2007 infine la sua collaborazione con il cantante Graham Bonnet per il brano All Night Long inserito nell'album tributo dei Rainbow.
Nel 2008 riunisce i Lynch Mob, con cui registra l'album Smoke and Mirrors che vede il ritorno di Oni Logan dietro il microfono.
Il 21 giugno 2011 è uscito il terzo album solista Kill All Control, che vede la partecipazione di numerosi ospiti tra cui il cantante London Le Grand, Marq Torien dei BulletBoys, il batterista Fred Coury dei Cinderella e numerosi altri artisti.
Nel 2012 ha registrato l'album Slave to the Empire con i T & N, un gruppo formato con i suoi ex compagni nei Dokken, Jeff Pilson e Mick Brown.
Nel 2013 forma il supergruppo KXM insieme a Doug Pinnick e Ray Luzier.
Nel 2015 esce l'album Only to Rise registrato insieme al cantante Michael Sweet degli Stryper.
Nel 2016 si riunisce brevemente ai Dokken per una serie di date in Giappone e Stati Uniti.

## Discografia

### Solista

#### Album in studio
- 1993 - Sacred Groove
- 2004 - Furious George
- 2008 - Let the Truth Be Known
- 2011 - Kill All Control
- 2015 - Shadow Train

#### EP
- 2001 - Stone House
- 2002 - The Lynch That Stole Riffness!

#### Raccolte
- 2001 - Will Play for Food
- 2005 - The Lost Anthology
- 2007 - Guitar Slinger
- 2008 - Scorpion Tales

### Con i Dokken

#### Album in studio
- 1979 - Back in the Streets [EP]
- 1983 - Breaking the Chains
- 1984 - Tooth and Nail
- 1985 - Under Lock and Key
- 1987 - Back for the Attack
- 1995 - Dysfunctional
- 1997 - Shadowlife

#### Live
- 1988 - Beast from the East
- 1995 - One Live Night
- 2001 - Yesterday & Today
- 2003 - Japan Live '95
- 2007 - From Conception: Live 1981

#### Raccolte
- 1994 - The Best of Dokken
- 1999 - The Very Best of Dokken
- 2003 - Alone Again and Other Hits
- 2006 - The Definitive Rock Collection

### Con i Lynch Mob

#### Album in studio
- 1990 - Wicked Sensation
- 1992 - Lynch Mob
- 1999 - Smoke This
- 2003 - REvolution
- 2009 - Smoke and Mirrors
- 2014 - Sun Red Sun
- 2015 - Rebel
- 2017 - The Brotherhood

#### EP
- 1998 - Syzygy
- 2012 - Sound Mountain Sessions
- 2013 - Unplugged: Live from Sugarhill Studios

#### Live
- 2003 - Evil Live
- 2006 - REvolution: Live!

### Altri album
- 2003 - Lynch/Pilson - Wicked Underground
- 2015 - Sweet & Lynch - Only to Rise
- 2017 - Sweet & Lynch - Unified

### Con i T & N
- 2012 - Slave to the Empire

### Con i KXM
- 2014 - KXM
- 2017 - Scatterbrain
- 2019 - Circle of Dolls

### Partecipazioni
- 1985 - Vari artisti - Hear 'n Aid
- 1987 - Tony MacAlpine - Maximum Security
- 1990 - Vari artisti - L.A. Blues Authority
- 1997 - Vari artisti - Guitar Battle
- 2005 - Stephen Pearcy - Ratt Era: The Best Of
- 2005 - Icarus Witch - Capture the Magic
- 2005 - Xciter - Xciter
- 2006 - Lana Lane - Gemini
- 2007 - Lizzy Borden - Appointment with Death
- 2007 - The Screamin' Lords - Long Live Me
- 2008 - Souls of We - Let the Truth Be Known
- 2011 - Vasco Rossi - Sei pazza di me
- 2012 - Foreigner + Mike Rutherford - Around Classes

### Tribute Album
- 1996 - Jeffology - Tribute to Jeff Beck
- 1996 - Working Man - Tribute to Rush
- 1999 - Humanary Stew: A Tribute to Alice Cooper
- 2000 - Little Guitars: A Tribute to Van Halen
- 2000 - Leppardmania: A Tribute to Def Leppard
- 2000 - Randy Rhoads Tribute
- 2000 - Bat Head Soup: A Tribute to Ozzy
- 2000 - Covered Like a Hurricane: A Tribute to the Scorpions
- 2002 - A Tribute to Vai/Satriani: Lords of Karma
- 2005 - Six Strings, Twelve Stings: A Tribute to the Scorpions
- 2005 - Numbers from the Beast: An All Star Salute to Iron Maiden
- 2005 - Secondhand Smoke: A Tribute to Frank Marino
- 2006 - Welcome to the Nightmare: An All Star Salute to Alice Cooper
- 2006 - Butchering The Beatles: A Headbashing Tribute
- 2007 - A Tribute to Rainbow
- 2008 - We Wish You a Metal Xmas and a Headbanging New Year